# Caius Atilius Serranus
Caius Atilius Serranus est un homme politique de la République romaine, consul pour l'an 106 av. J.-C., peut-être assassiné après la prise de Rome par les partisans de Marius en 87 av. J.-C.

## Famille
Il est membre de la gens plébéienne des Atilii, dont les membres les plus récents à avoir atteint le consulat sont Sextus Atilius Serranus en 136 et Aulus Atilius Serranus en 170 av. J.-C. La branche des Serrani est liée aux Atilii Reguli.

## Biographie
Il est préteur au plus tard en 109 selon les dispositions de la lex Villia. 
En 106, il est consul avec Quintus Servilius Caepio. Cicéron le traite de stultissimus homo (« homme totalement dépourvu d'intelligence »).
En 100, il est un des consulaires qui participe à la défense de la République contre la rébellion armée lancée par tribun de la plèbe populares Lucius Appuleius Saturninus,.
Partisan probable de Sylla contre Caius Marius, il est possible qu'il soit le Atilius Serranus assassiné après la première guerre civile entre Marius et Sylla à la fin de l'année 87, sur ordre de Marius et de Lucius Cornelius Cinna. Il est tué en pleine rue.